# Свети Атанасий (Богданци)
Вижте пояснителната страница за други значения на Свети Атанасий.
„Свети Атанасий“ (на македонска литературна норма: „Свети Атанасиј“) е възрожденска православна църква в град Богданци, югоизточната част на Северна Македония. Част е от Повардарската епархия на Македонската православна църква.
Църквата е изградена в през първата половивна на ΧΙΧ век от майстор Андон Китанов. Многократно е обновявана с парите на местното население. Представлява трикорабна сграда, със сводове покрити с равни дървени тавани и двускатен покрив. Църквата е частично изписана в XIX век в горните дялове на централния кораб. Има хубав иконостас, със стари царски двери, резбовани с растителни и животински мотиви, както и стари икони от XIX век. В 1983/84 година е изградена нова камбанария с градски часовник в горния ѝ край, а в 1986/87 е изградена и кръщелня, осветена от архиепископ Гаврил Охридски и Македонски.
На 26 декември 2014 година църквата изгаря до основи при пожар, причинен от електрическата инсталация. Иконите са спасени. Храмът веднага започва да се възстановява и на 20 януари 2015 година е осветен основният камък на новата църква.